# Piper caldasianum
Piper caldasianum är en pepparväxtart som först beskrevs av Friedrich Anton Wilhelm Miquel, och fick sitt nu gällande namn av Truman George Yuncker. Piper caldasianum ingår i släktet Piper och familjen pepparväxter. Inga underarter finns listade i Catalogue of Life.